# Asamblea

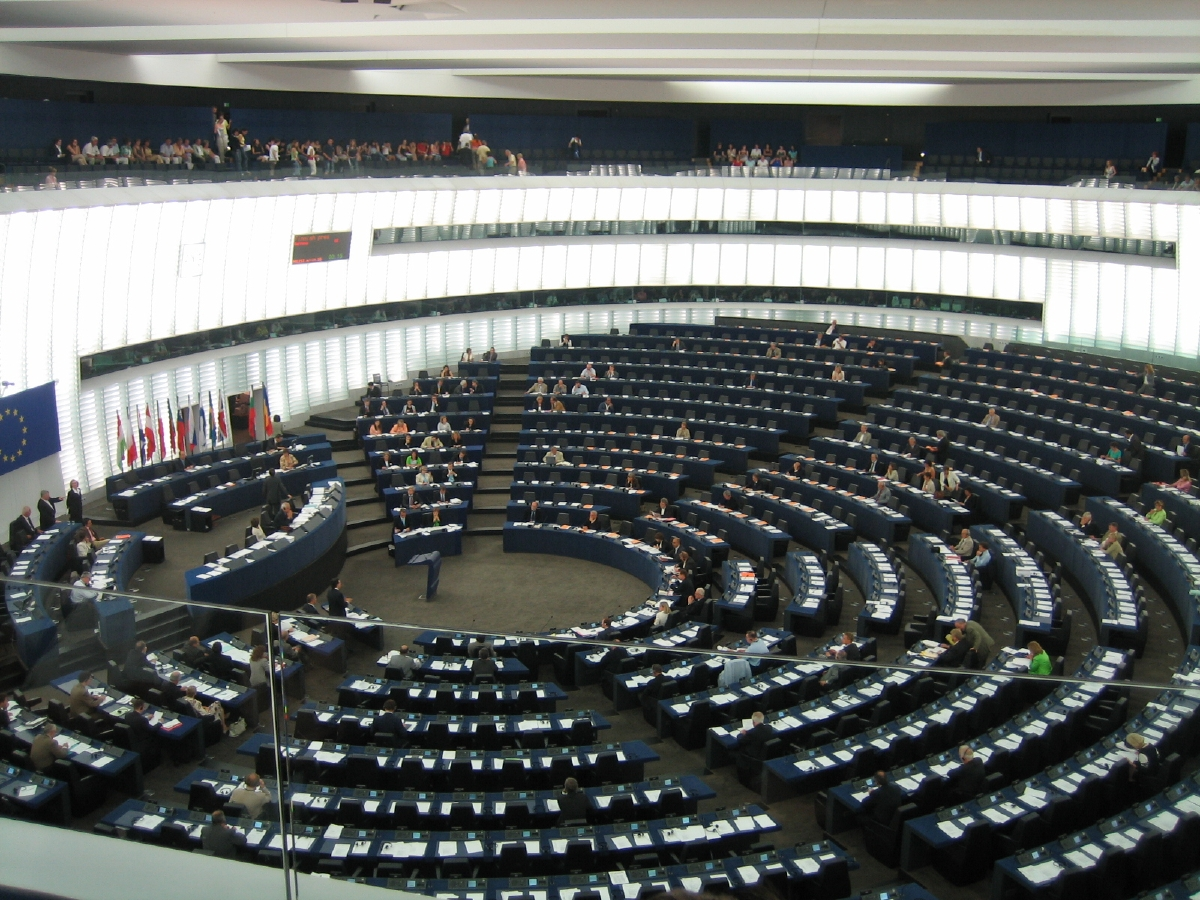
Parlamento europeo.

Asamblea es la denominación genérica del órgano representativo (con las mismas funciones que una misión diplomática) de los miembros de una organización o institución que toma decisiones. Una asamblea se forma por las personas que pertenecen a la organización, están relacionadas o tienen el permiso explícito de la misma para participar. Las funciones de una asamblea pueden ser plenas o limitadas, dependiendo del modo de organizarse internamente la institución que la conforma.
Muchas organizaciones democráticas tienen una asamblea como órgano máximo de decisión, como es el caso de las organizaciones sociales, sindicales, profesionales y, especialmente, en el ámbito político, los Estados (los parlamentos o congresos, que suelen asumir total o parcialmente el poder legislativo y, a veces, todos los poderes posibles). 
En la teoría política se denomina asambleas a las reuniones donde todos los afectados por un determinado asunto o miembros de una misma organización pueden dar su opinión o decidir sobre un tema directamente y sin representantes (democracia directa). En este tipo de asambleas suele preferirse la decisión por consenso para llegar a acuerdos mínimos aceptables para todos los implicados y reservarse las votaciones para los casos en los que no hay acuerdo posible o son muy diferentes.

## Historia
Las asambleas políticas se remontan al origen de la historia (Sumer, Antiguo Egipto), e incluso consta por la antropología su existencia en sociedades prehistóricas o "culturas primitivas".
La Ilíada refleja la toma de decisiones de los aqueos en asamblea; y en la polis arcaica se producían reuniones públicas en el ágora, creándose distintas instituciones (en la democracia ateniense, la Ekklesia era la asamblea principal) que coexistían con distintos tipos de consejo (Boulé, institución colegiada de composición mucho más restringida que la de la asamblea) y con los magistrados (arcontes, cargos unipersonales), formando un sistema de gobierno tripartito.
Las distintas formas de las asambleas romanas (comitia, contio, concilium) eran una de las bases del gobierno de la Antigua Roma.
La organización de que se dotaron los primeros cristianos tenía su base en "iglesias", asambleas locales (las que celebraban en común la eucaristía o "comunión") que tomaron el nombre griego de ekklesia ("asamblea"); aplicado igualmente al conjunto de todos los cristianos (iglesia universal o cristiandad), así como a los edificios usados como templo cristiano y, menos propiamente, a la jerarquía eclesiástica. Para las reuniones eclesiásticas, según su rango, se utilizan las denominaciones sínodo o concilio, y más recientemente (en la estructura actual de la iglesia católica) el de conferencia episcopal.
Entre los pueblos germánicos era común la institución del thing, la asamblea de guerreros libres. La de existencia más prolongada es el alþingi islandés. Entre los anglosajones se denominaban witenagemot. De igual manera, tenían asambleas los helvecios y otros pueblos.
En la Edad Media española tuvieron un gran peso las instituciones municipales (concejo), una de cuyas formas era el concejo abierto, con participación de todos los vecinos, que en algunas pequeñas poblaciones sobrevive hasta la actualidad. En zonas montañosas de Europa Central una institución semejante era el Landsgemeinde (asamblea territorial o cantonal), que sigue utilizándose en algunos cantones de Suiza.
En la Edad Media y el Antiguo Régimen se desarrollaron, con muy distinta composición y funciones, las instituciones representativas de los estamentos (Estados Generales en Francia, Cortes en España, Parlamento de Inglaterra, Dieta Imperial), que posteriormente evolucionaron hacia el parlamentarismo de Edad Contemporánea, convirtiéndose en asambleas o cámaras legislativas.
En los pueblos la América precolombina también había instituciones similares. En la civilización inca ejercía esas funciones un consejo de ancianos.[cita requerida]

### Movimiento asambleario
Algunas tendencias del movimiento obrero desarrollan asambleas de trabajadores como forma de organización horizontal para emprender una acción colectiva: los falansterios y otras modalidades del denominado socialismo utópico, las comunas socialistas o comunas anarquistas y las experiencias revolucionarias de 1871 (la Communne de París), de 1917 (los soviet de la Revolución rusa), de 1936 (la llamada "revolución social española" durante la guerra civil), etc.